# Erik Bauersfeld
Erik Bauersfeld, né le 28 juin 1922 et mort le 3 avril 2016, est un acteur spécialisé dans le doublage et animateur de radio américain,.
Il a notamment été la voix de l'amiral Ackbar et de Bib Fortuna, dans la saga Star Wars.